# Estadio José María Mora
El Estadio José María Mora es un estadio multiusos. está ubicado en el final de la calle 9 de Mayo del Cantón El Guabo de la Provincia de El Oro.
Fue inaugurado en el año 1962. Tiene capacidad para 2000 espectadores. Es usado mayoritariamente para la práctica del Fútbol y allí juega como local el
Santos Fútbol Club del Cantón El Guabo.
- Datos: Q23971367